# Система орбитального маневрирования

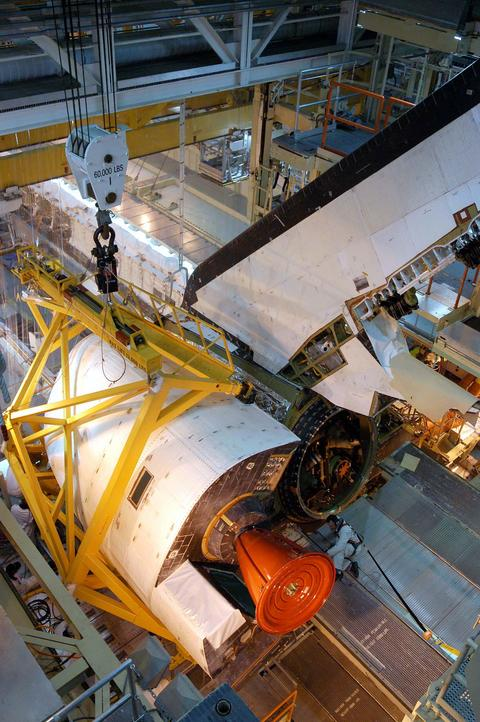
Блок OMS/RCS отделяется от орбитера для проверки и ремонта

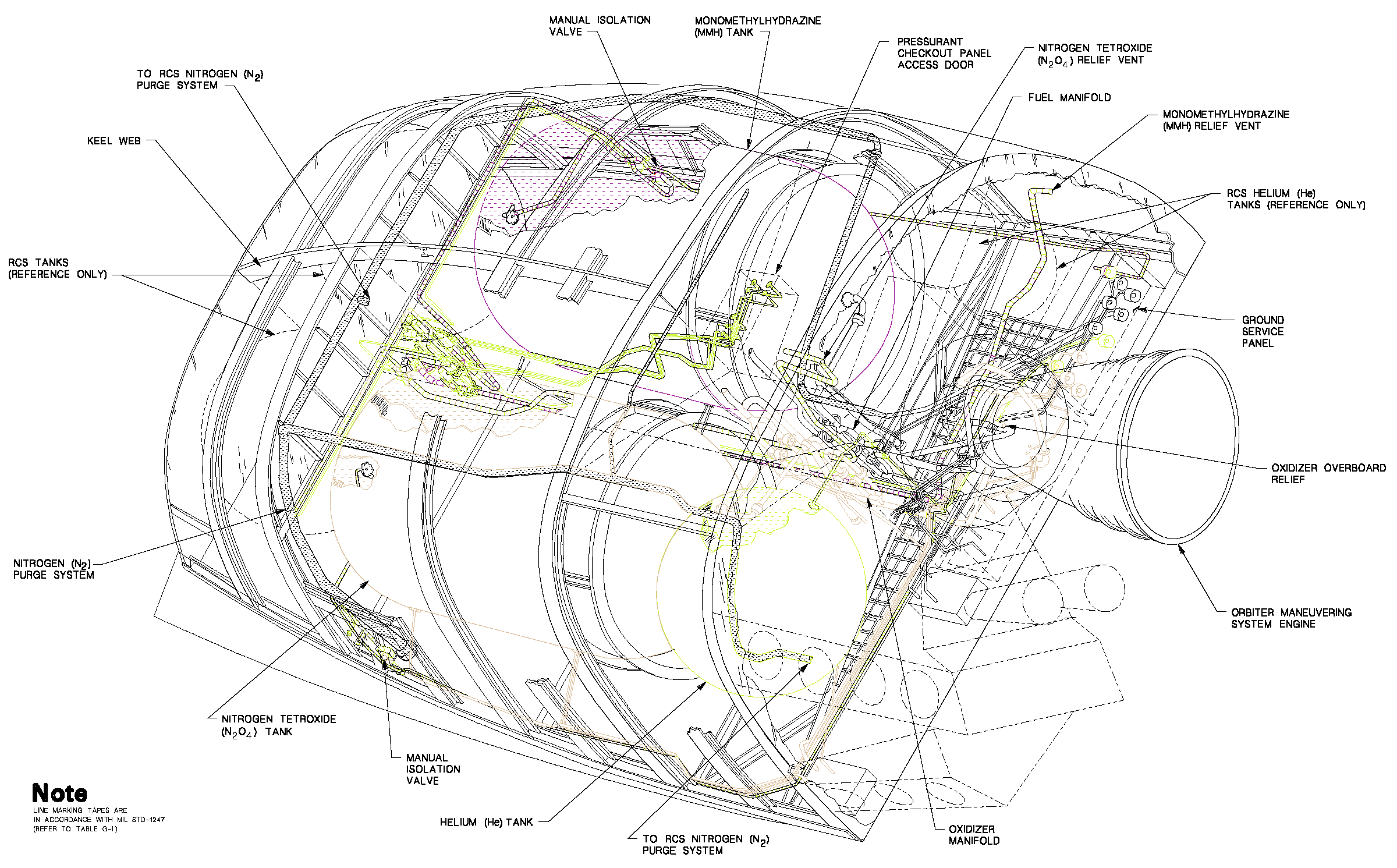
Схема блока OMS

Система орбитального маневрирования (англ. Orbital Maneuvering System, OMS) — система ракетных двигателей орбитального аппарата МТКК «Спейс шаттл», использующаяся для выхода с опорной на рабочую орбиту или для изменения параметров рабочей орбиты. Она состоит из двух блоков, размещённых в хвостовой части ракетоплана, внутри больших наплывов по обеим сторонам от вертикального стабилизатора (киля). Каждый блок содержит один жидкостный ракетный двигатель OME на самовоспламеняющихся компонентах топлива (монометилгидразин и тетраоксид азота), разработанный на основе двигательной установки служебного модуля корабля «Аполлон». Двигатель развивает тягу 27 кН, рассчитан на многократное использование в течение 100 полётов и способен выдержать до 1000 запусков и 15 часов непрерывной работы. Суммарное приращение характеристической скорости, обеспечиваемое двигателями системы — порядка 300 м/с. Блоки OMS также содержат задние пакеты двигателей реактивной системы управления (RCS) и поэтому часто называются блоками OMS/RCS.